# Adam van Noort
Adam van Noort (1562 à Anvers - 1641 à Anvers) est un peintre et dessinateur flamand qui fut le maître de Pierre Paul Rubens et Jacob Jordaens.

## Biographie
Il fit son apprentissage de la peinture avec son père, Lambert van Noort, jusqu'à ce que celui-ci décède en 1571. Par la suite, il devint Maître en 1587 et ouvrit un atelier dans lequel une trentaine d'élèves firent leur apprentissage. Il fut notamment le maître des peintres Sébastien Vrancx, Pierre Paul Rubens et Jacob Jordaens, ce dernier étant devenu son beau-fils.
Adam van Noort se convertit au calvinisme et, après la chute d'Anvers, en 1585, il quitta Anvers pour l'Angleterre, comme en témoigne un tableau qu'il a fait pour la ville de Coventry en 1586. Après son retour à Anvers en 1586, il épousa Elisabeth Nuyts, la fille d'un marchand d'Anvers, qui était aussi un protestant notoire, mais qui s'était reconverti au catholicisme ce qui est mis en évidence par le fait qu'ils se sont mariés dans la cathédrale d'Anvers.
En 1587, il devint membre des guildes de Saint-Luc, avant de devenir le doyen de cette institution dix ans plus tard, en 1597. Il abandonna ce poste en 1602 à cause de plaintes en justice lui reprochant sa gestion des comptes.

## Œuvre

La prédication de saint Jean-Baptiste, 1601

Les œuvres d'Adam van Noort sont relativement méconnues, notamment parce qu'elles sont parfois attribuées à certains de ses élèves. L'œuvre se compose principalement de peintures et dessins d'histoire. Il réalisa de nombreuses peintures sur des sujets religieux et décora plusieurs églises d'Anvers. Il collabora avec Maarten de Vos à la décoration de la Joyeuse Entrée de l'archiduc Ernest d'Autriche en 1594.
C'est seulement vers 1600 qu'il développa son propre style reconnaissable, une transformation du style romaniste héroïque de Frans Floris des années 1560 dans des compositions plus réduites avec de nombreuses petites figures (comme La prédication de saint Jean-Baptiste, Rubenshuis, 1601). Il fut ensuite considérablement affectée par l'arrivée de Jordaens dans son atelier comme élève et collaborateur, et dans sa famille comme beau-fils. Dans ses œuvres ultérieures, van Noort adopta en partie la monumentalité et la vigueur de l'exécution que Jordaens avait lui-même apprises de Rubens.

## Œuvres
- Quatre tableaux d'Adam van Noort
- Il a aussi dessiné 32 scènes de la vie de sainte Claire d'Assise qui ont été gravées par Adriaen Collaert dans Icones S. Claræ (v. 1615) et qui ont été rééditées à 1989 à Rome sous le même titre.